# Drzesz
Drzesz [dʐɛʂ] (tiếng Đức Falkenthal) là một khu định cư ở khu hành chính của Gmina Trzcińsko-Zdrój, trong Hạt Gryfino, West Pomeranian Voivodeship, ở phía tây bắc Ba Lan. Nó nằm khoảng 2 kilômét (1 mi)   về phía tây nam của Trzcińsko-Zdrój, 34 km (21 mi)     phía nam Gryfino và 52 km (32 mi) phía nam thủ đô khu vực Szczecin.
Trước năm 1945, khu vực này là một phần của Đức. Đối với lịch sử của khu vực, xem Lịch sử của Pomerania.